# Charte d'Albert de Cuyck
La charte d'Albert de Cuyck est un texte de 1196 par lequel le prince-évêque de Liège Albert de Cuyck confirme et regroupe des libertés octroyées antérieurement aux Liégeois et notamment la liberté individuelle, l'inviolabilité du domicile et le droit d'être jugé par le tribunal des échevins.
L'exactitude de la date de publication a fait l'objet d'interrogations de la part de Georges Depsy, historien et archiviste à l'Université Libre de Bruxelles. En effet, il daterait la Magna Carta liégeoise aux environs de l'an 1230.

## Contexte

### Avènement d'Albert de Cuyck
En 1194 est élu le prince-évêque Albert de Cuyck mais il ne prit possession de son siège que deux ans plus tard en raison de conditions assez particulières.
L'évêque Albert de Louvain fut assassiné en 1192, son rival, Lothaire de Hochstaden, candidat de l'empereur Henri VI se maintenait à Liège contre tout droit. En octobre 1193, la majorité du chapitre donna néanmoins comme successeur à Albert, Simon de Limbourg et toutes les classes de la société prêtèrent leur appui moral au nouvel élu contre Lothaire et son protecteur. Seul un petit groupe d'impérialistes ne voulut pas reconnaître Simon et fit élire de son côté, en 1194, l'un de ses dirigeants, Albert de Cuyck. Simon décéda en août 1195, ce qui permit de résoudre le conflit de manière pacifique.

### Causes expliquant l'octroi de la Charte de 1196
La défiance contre lui était des plus vive, et il est naturel de penser que le nouveau prélat dut songer à se rallier l'opinion publique. Il aura saisi avec empressement l'occasion de se rendre favorable la classe déjà importante de la bourgeoisie, en lui confirmant les libertés qu'aucun prince avant lui n'avait consacrées formellement. Tel est du moins ce que l'on croit pouvoir déduire des événements si troublés des années 1192 à 1196.
Par pure habileté, il octroya aux bourgeois de Liège, entre 1196 la charte mémorable qui porte son nom. Nous ne la connaissons du reste pas dans son texte original, mais par le diplôme de l'empereur Philippe de Souabe, qui, le 3 juin 1208, la reproduisit d'une manière textuelle en la confirmant.
Il jouit alors d'un respect indéniable comme le prouve l'épisode de la venue de l'empereur Otton IV dans la cité. Le duc de Brabant et le comte de Flandre engagèrent vivement les bourgeois de la cité à se prononcer pour l'empereur ; ils l'accompagnèrent même à Liège. Leurs efforts réussirent auprès d'un bon nombre d'ecclésiastiques et de laïques, mais non auprès d'Albert de Cuyck qui se tenait dans la forteresse de Huy. Ce fut de là qu'il prohiba même aux bourgeois de vendre des vivres à Otton. Ce roi partit de Liège vivement irrité contre le prince.

### Son haut intérêt historique
La charte tenait à la fois de la constitution, du code de commerce et du règlement de police. Mais, pour la postérité, son intérêt le plus puissant réside en ce qu'elle garantissait plusieurs de ces libertés publiques dont les Belges d'aujourd'hui jouissent seulement en vertu de la Constitution de 1831. Elle les assurait parfois même dans un sens plus large, telle l'inviolabilité du domicile avec ses corollaires.
Elle a été constamment confirmée : en 1230, par l'Empereur Henri VII; en 1298, par Albert de Habsbourg; en 1415, par l'Empereur Sigismond; en 1509, par l'Empereur Maximilien; par Charles-Quint en 1521, par Ferdinand Ier en 1562. Un bourgmestre de Liège au XVIIe siècle résumait l'opinion de ses concitoyens, en proclamant que « la mettre en question, ce serait pour les Liégeois un crime aussi capital que pour les Musulmans discuter l'Alcoran » !

## Appréciation
La  grande Charte d'Albert de Cuyck ne conférait toutefois aux bourgeois de Liège que des droits civils. Il n'y est pas question d'institutions politiques, à proprement parler; il n'y est pas fait allusion à des partis politiques ni à des intérêts particuliers : elle légifère en quelque sorte pour toute la population vivant dans l'enceinte urbaine. Son but a été d'assurer à tous les Liégeois la pleine jouissance des libertés indispensables au jeu normal des facultés humaines. Elle est donc, en somme, la reconnaissance, indirecte mais formelle, de l'existence d'une collectivité vivante et agissante, ayant désormais des droits communs; elle est donnée à une Commune.
Cette commune existait dès ce moment; elle avait trouvé son expression dans un corps administratif nouveau, que l'on peut appeler, pour la facilité de la compréhension et du langage, le Conseil communal.

## Liste des privilèges de la charte
La charte contient deux espèces de dispositions. D'une part, elle sanctionnait les articles essentiels de la coutume de Liège, telle qu'elle nous est conservée par la charte de Brusthem de l'an 1175. D'autre part, elle contenait aussi des concessions formelles faites par le prince à la Cité, sur des matières relevant directement de lui, les unes spirituelles, les autres temporelles.
1. Les bourgeois de Liège ne doivent ni tailles, ni corvées ; ils ne doivent le service militaire que dans le cas où un fort de la principauté est assiégé ou pris par l'ennemi; le prince convoquera ses vassaux, les bourgeois des bonnes villes et les habitants des villages pour le reprendre ; s'il ne l'a point repris dans les quinze jours, les bourgeois de la cité l'assisteront, sous le commandement de l'avoué de la Hesbaye, qui recevra du chapitre l'étendard de Saint-Lambert et jurera de ne point l'abandonner
2. Un bourgeois de Liège, soit homme, soit femme, ne pourra être cité, ni excommunié dans l'église de Notre-Dame-aux-Fonts que par l'archidiacre de Liège, assisté de ses juges synodaux
3. Un serf vient-il à décéder, à Liège, tous ses biens passeront à son épouse et à ses enfants et, à leur défaut, ils seront donnés soit à ses plus proches, soit aux pauvres, d'après sa volonté; il en est de même d'une serve, mais ses enfants seront les serfs de son maître;
4. Aucun avoué ne peut, à ce titre, exiger quoi que ce soit d'un bourgeois de Liège, ni service, ni subside, ni taille, ni corvée;
5. Le prêtre ne peut rien exiger pour avoir administré le Saint Viatique et l'Extrême-Onction à un malade;
6. Aucun accusé, bourgeois de Liège, soit homme, soit femme, ne peut être contraint, par la justice, à se soumettre à une épreuve judiciaire, ad faciendum judicium:
7. Le bourgeois de Liège ne peut être attrait, contre sa volonté, à une cour de justice supérieure à celle des échevins de la cité;
8. Quand un bourgeois a été condamné à mort pour ses crimes, il sera exécuté, mais tous ses biens passeront à son épouse, à ses enfants ou à ses proches;
9. Le bourgeois de Liège qui a des biens hors la cité, n'en doit ni taille, ni corvée, et il ne peut être contraint à accepter, dans l'endroit de ces biens, les fonctions soit de maïeur, soit de forestier, soit de juge synodal, soit d'échevin;
10. Ni le maïeur, ni les échevins de Liège ne peuvent entrer dans une maison située dans la circonscription de la banlieue, sans le consentement du maître, soit pour y appréhender un voleur ou reprendre un objet volé, soit pour y faire une visite domiciliaire, spifinium;
11. Il n'est permis ni au maïeur, ni aux échevins, ni à leurs ministres d'entrer dans une église, dans une taverne ou autre maison pour y citer quelqu'un à comparaître en justice, soit pour catallum, soit pour une faute;
12. Quand il manque à un homme libre un ou deux hommes libres, pour jurer sa véracité en justice, ad faciendam legem suam, il est permis aux bourgeois de Liège de jurer avec lui et pour lui;
13. Dans la cité, le pain ne peut être vendu plus cher que quatre pour 1 denier, à moins que le muid de froment ne se vende 10 sous et au-delà; de même la bière ne peut être vendue plus chère que 4 pintes, bitterii, pour 1 denier, à moins que le muid de braz, brasiii, ne coûte 40 deniers et une obole ou au-delà;
14. Aucun bourgeois de Liège, ne peut être arrêté, ni détenu, sans un jugement préalable des échevins. S'il est pris en flagrant délit de vol, de rapines, de butin praeda, il sera détenu dans la prison des échevins;
15. Nul afforain, nul champion, pugil, ne peut proposer à un bourgeois de Liège le duel judiciaire, mais il devra faire juger son affaire par la cour des échevins;
16. La femme qui fait ses relevailles donnera un cierge et fera son offrande;
17. Deux fois par année, le clergé et les bourgeois fixeront le prix du vin;
18. Le prince-évêque a trois bans par année, c'est-à-dire le droit de vendre seul les produits des biens de sa mense épiscopale, son vin à Pâques, ses viandes séchées avant le Carême, et ses grains à la Saint-Jean-Baptiste;
19. Le bourgeois pourra librement circuler en ville, sans pouvoir être attrait en justice pour dettes, huit jours avant et huit jours après Pâques, huit jours avant et huit jours après le mercredi des Cendres et autant de jours avant et après Noël;
20. Au marché de Liège, les bourgeois, marchands de comestibles, ne pourront acheter des poissons frais ou salés, de la volaille, du gibier, qu'après que les autres bourgeois et les domestiques des clercs auront acheté leur provision, à savoir, qu'après neuf heures, mais alors ils devront rendre le droit de station qu'avait payé le premier vendeur ; le bourgeois marchand ne pourra acheter en une fois qu'une last, depuis la Saint-Martin jusqu'à la Noël;
21. Le boucher qui a acheté un porc, une vache, un bœuf doit céder la bête au même prix au bourgeois ou au domestique d'un clerc qui la demande pour sa consommation, mais celui-ci lui payera pour bénéfice au moins 1 denier;
22. Quand un bourgeois de Liège est convaincu en justice d'être débiteur d'un capital, le maïeur lui ordonnera ou de le payer ou de fournir des cautions avant le coucher du soleil ; si le débiteur ne fait ni l'un, ni l'autre, il sera incarcéré dans la prison de l'official dont il ne pourra sortir, la porte fut-elle même ouverte, qu'après avoir payé;
23. Celui qui a acheté un immeuble dans la cité et l'a tenu pendant un an et un jour et en a payé le prix, sans être inquiété, en conservera la paisible possession et ne pourra plus être attrait en justice à ce sujet.